# Hedysarum kirghisorum
Hedysarum kirghisorum är en ärtväxtart som beskrevs av Boris Fedtjenko. Hedysarum kirghisorum ingår i släktet buskväpplingar, och familjen ärtväxter. Inga underarter finns listade i Catalogue of Life.